# Вахтберг
Вахтберг (нім. Wachtberg) — громада в Німеччині, знаходиться в землі Північний Рейн-Вестфалія. Підпорядковується адміністративному округу Кельн. Входить до складу району Райн-Зіг. Південна околиця Бонна.
Площа — 49,67 км2. Населення становить 20 331 ос. (станом на 31 грудня 2020).